# James Callis
James Callis (Londres; 4 de junio de 1971) es un actor británico. Es más conocido por haber interpretado a Gaius Baltar en la serie Battlestar Galactica, a Tom en la película Bridget Jones's Diary y a Trevor Grant en la serie Eureka.

## Biografía
Callis se graduó del "London Academy of Music & Dramatic Arts (LAMDA)" en 1996.[cita requerida]
El 30 de diciembre de 1998 se casó con Neha Callis[cita requerida]. La pareja tiene tres hijos: Joshua Amaan Callis (2003), Sacha Callis (2005) y Anika Jahan Callis (2009).[cita requerida]

## Carrera
En 2001 se unió al elenco de la película Bridget Jones's Diary en el papel de Tom, el mejor amigo de Bridget Jones (Renée Zellweger).
En 2004 se unió al elenco principal de la popular serie Battlestar Galactica, donde dio vida al científico Gaius Baltar, hasta el final de la serie en 2009.
Ese mismo año apareció en la película Bridget Jones: The Edge of Reason, nuevamente en el papel de Tom.
En 2010 dio vida al doctor Trevor Grant en la cuarta temporada de la serie Eureka hasta el 2012.
Ese mismo año apareció como invitado en la serie Flashforward, donde interpretó a Gabriel McDow, un hombre que sabe cosas sobre Gibbons (Michael Massee) y los experimentos que éste realizaba.
En 2011 se unió al episodio piloto de la serie 17th Precinct, donde interpretó al detective de homicidios Jeff Bosson y compañero del detective Caolan Longstreet (Jamie Bamber). Ese mismo año apareció en la serie Merlin, donde interpretó a Julius Borden, un antiguo pupilo de Gaius (Richard Wilson).
En 2013 apareció como invitado en la serie Arrow, donde dio vida a Winnick Norton, alias The Dodger (en español "El Esquivo"), un ladrón de joyas.
En 2014 apareció como invitado en la primera temporada de la serie The Musketeers, en la cual interpretó al comerciante Emile Bonnaire, quien pronto se ve en problemas con los mosqueteros. Posteriormente, regresó a la serie como Emile en 2016, durante un episodio de la tercera temporada.
Ese mismo año dio vida a Lucien Sayer, el líder de una hermandad conformada por las personas más poderosas en los negocios y política, en la serie estadounidense Matador.
En 2015 se unió al elenco de la miniserie Gallipolli, donde interpretó al periodista de guerra británico Ellis Ashmead-Bartlett.
Ese mismo año se unió al elenco de la serie A.D. The Bible Continues, donde dio vida a Herodes Antipas.

## Filmografía

### Televisión
| Año         | Título                   | Personaje               | Notas                  |
| ----------- | ------------------------ | ----------------------- | ---------------------- |
| 2023        | Castlevania: Nocturne    | Adrian Alucard          |                        |
| 2022        | Star Trek: Picard        | Maurice                 |                        |
| 2017        | 12 Monos                 | Athan Cole / El Testigo | Papel recurrente       |
| 2017 - 2021 | Castlevania              | Adrian Alucard          | Voz                    |
| 2014, 2016  | The Musketeers           | Emile Bonnaire          | 2 episodios            |
| 2015        | A.D. The Bible Continues | Herodes Antipas         | 6 episodios            |
| 2015        | Gallipolli               | Ellis Ashmead-Bartlett  | 5 episodios; miniserie |
| 2014        | Matador                  | Lucien Sayer            | 6 episodios            |
| 2013        | Arrow                    | The Dodger              | Episodio: "Dodger"     |
| 2010 - 2012 | Eureka                   | Dr. Trevor Grant        | 10 episodios           |
| 2011        | 17th Precinct            | Jeff Bosson             | -                      |
| 2011        | Merlín                   | Julius Borden           | Episodio: "Aithusa"    |
| 2010        | Flashforward             | Gabriel McDow           | 4 episodios            |
| 2004 - 2009 | Battlestar Galactica     | Dr. Gaius Baltar        | 73 episodios           |
| 2003        | Battlestar Galactica     | Dr. Gaius Baltar        | 3 episodios, miniserie |

### Cine
| Año  | Título                            | Personaje | Notas |
| ---- | --------------------------------- | --------- | --- |
| 2025 | Bridget Jones: Mad About the Boy  | Tom       | Junto a Renée Zellweger                                                                                       |
| 2016 | Bridget Jones's Baby              | Tom       | Junto a Renée Zellweger, Colin Firth, Gemma Jones, Jim Broadbent, Emma Thompson y Patrick Dempsey             |
| 2004 | Bridget Jones: The Edge of Reason | Tom       | Junto a Renée Zellweger, Colin Firth, Hugh Grant, Gemma Jones, Jim Broadbent, James Faulkner y Dominic McHale |
| 2001 | Bridget Jones's Diary             | Tom       | Junto a Renée Zellweger, Colin Firth, Hugh Grant, Gemma Jones, Jim Broadbent y James Faulkner                 |

### Teatro
| Año  | Obra             | Personaje | Director         | Teatro         | Notas               |
| ---- | ---------------- | --------- | ---------------- | -------------- | ------------------- |
| 1996 | Old Wicked Songs | Stephen   | Elijah Moshinsky | Teatro Gielgud | junto a Bob Hoskins |

## Premios y nominaciones
| Año  | Categoría                                     | Premio            | Trabajo nominado     | Resultado |
| ---- | --------------------------------------------- | ----------------- | -------------------- | --------- |
| 2007 | Best Supporting Actor in a Television Program | Saturn Award      | Battlestar Galactica | Nominado  |
| 2007 | Best TV Actor                                 | SFX Award         | Battlestar Galactica | Nominado  |
| 2006 | Best Supporting Actor on Television           | Saturn Award      | Battlestar Galactica | Ganó      |
| 1996 | Most Promising Newcomer                       | Jack Tinker Award | Old Wicked Songs     | Ganó      |